# 高飞 (1972年)
高飞（1972年9月—），男，苗族，重庆人，中华人民共和国政治人物，现任中国共产党第二十届中央纪律检查委员会委员，中央纪委国家监委第一监督检查室主任。